# Corbulopsora clemensiae
Corbulopsora clemensiae är en svampart som beskrevs av Cummins 1940. Corbulopsora clemensiae ingår i släktet Corbulopsora och familjen Pucciniaceae.   Inga underarter finns listade i Catalogue of Life.